# Himod
Himod es un pueblo húngaro perteneciente al distrito de Kapuvár en el condado de Győr-Moson-Sopron, con una población en 2013 de 635 habitantes.
Se conoce su existencia desde 1408, cuando se menciona como Hymod. Originalmente se hallaba en otra ubicación, junto al río Répce, pero en 1593 se movió a su lugar actual para evitar las inundaciones.
Se ubica unos 10 km al sur de la capital distrital Kapuvár.